# Cryptomyzus korschelti
Cryptomyzus korschelti är en insektsart som beskrevs av Carl Julius Bernhard Börner 1938. Cryptomyzus korschelti ingår i släktet Cryptomyzus och familjen långrörsbladlöss. Enligt den finländska rödlistan är arten nära hotad i Finland. Arten är reproducerande i Sverige. Artens livsmiljö är friska och lundartade moar. Inga underarter finns listade i Catalogue of Life.